# Ло Спиносо (Фиренца)
Ло Спиносо је насеље у Италији у округу Фиренца, региону Тоскана.
Према процени из 2011. у насељу је живело 138 становника. Насеље се налази на надморској висини од 196 м.